# 427
427可以指：
- 427是426到428之間的一個自然數

- 合數，正因數有1、7、61和427。
質因數分解為{\displaystyle 7\times 61}。
- 虧數，真因數和為69，虧度為358。
- 不尋常數，大於平方根的質因數為61。
- 半質數。
- 無平方數因數的數。
- 十进制的等數位數。
- 公元427年